# Mesua caudata
Mesua caudata är en tvåhjärtbladig växtart som först beskrevs av George King, och fick sitt nu gällande namn av André Joseph Guillaume Henri Kostermans. Mesua caudata ingår i släktet Mesua och familjen Calophyllaceae. Inga underarter finns listade i Catalogue of Life.